# Avenue de la Bourdonnais (Villemomble)
L'avenue de la Bourdonnais est une voie de communication de la commune de Villemomble, dans le département de la Seine-Saint-Denis, en région Île-de-France.

## Situation et accès

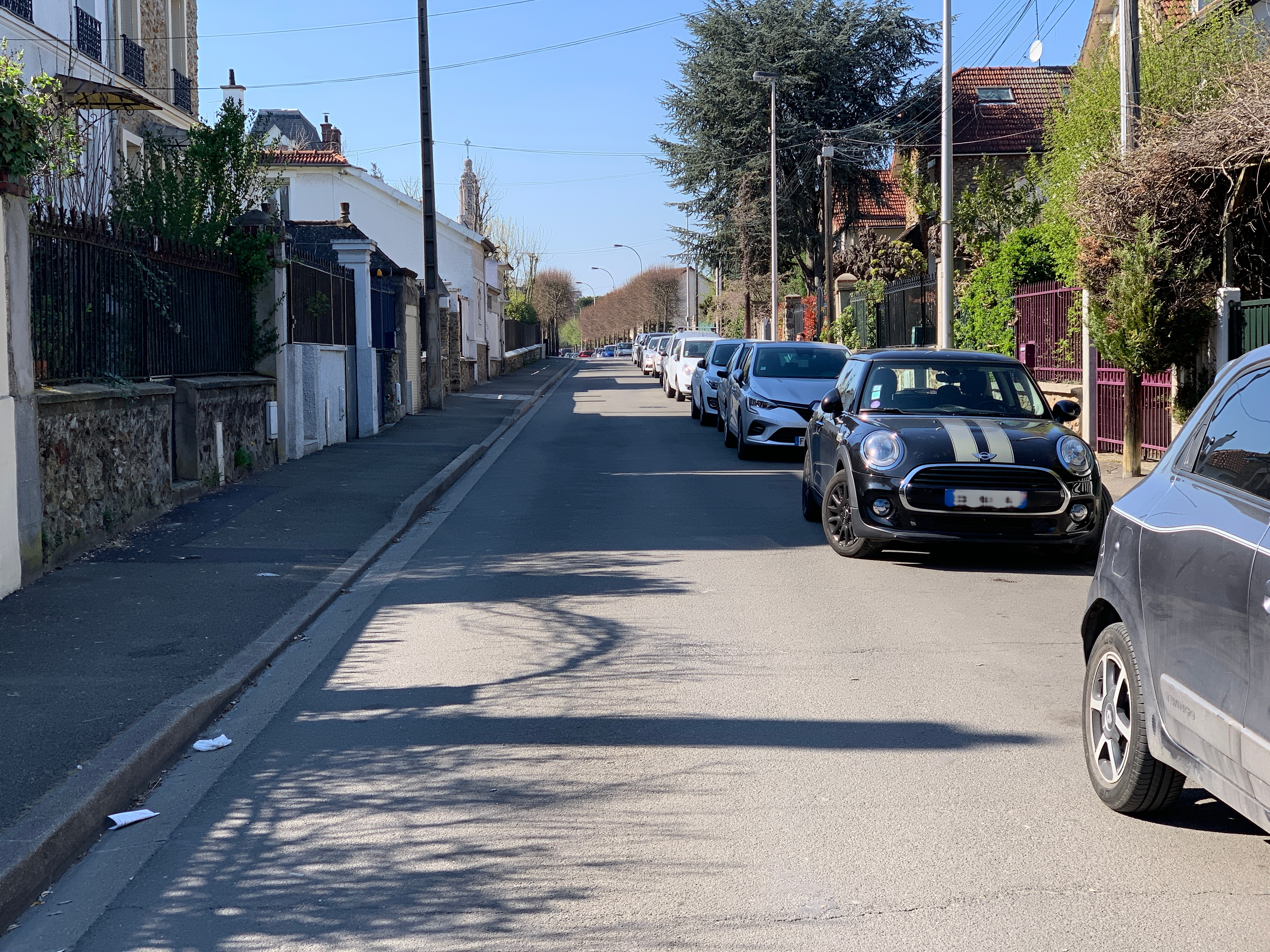
L'avenue de la Bourdonnais, vers le nord-ouest, en avril 2021.

L'avenue de la Bourdonnais, orientée du nord-ouest au sud-Est, rencontre l'avenue Girardot au rond-point des Anciens-Combattants d'Afrique du Nord, où ont  régulièrement lieu des commémorations militaires.
Elle est desservie par la gare de Gagny.

## Origine du nom

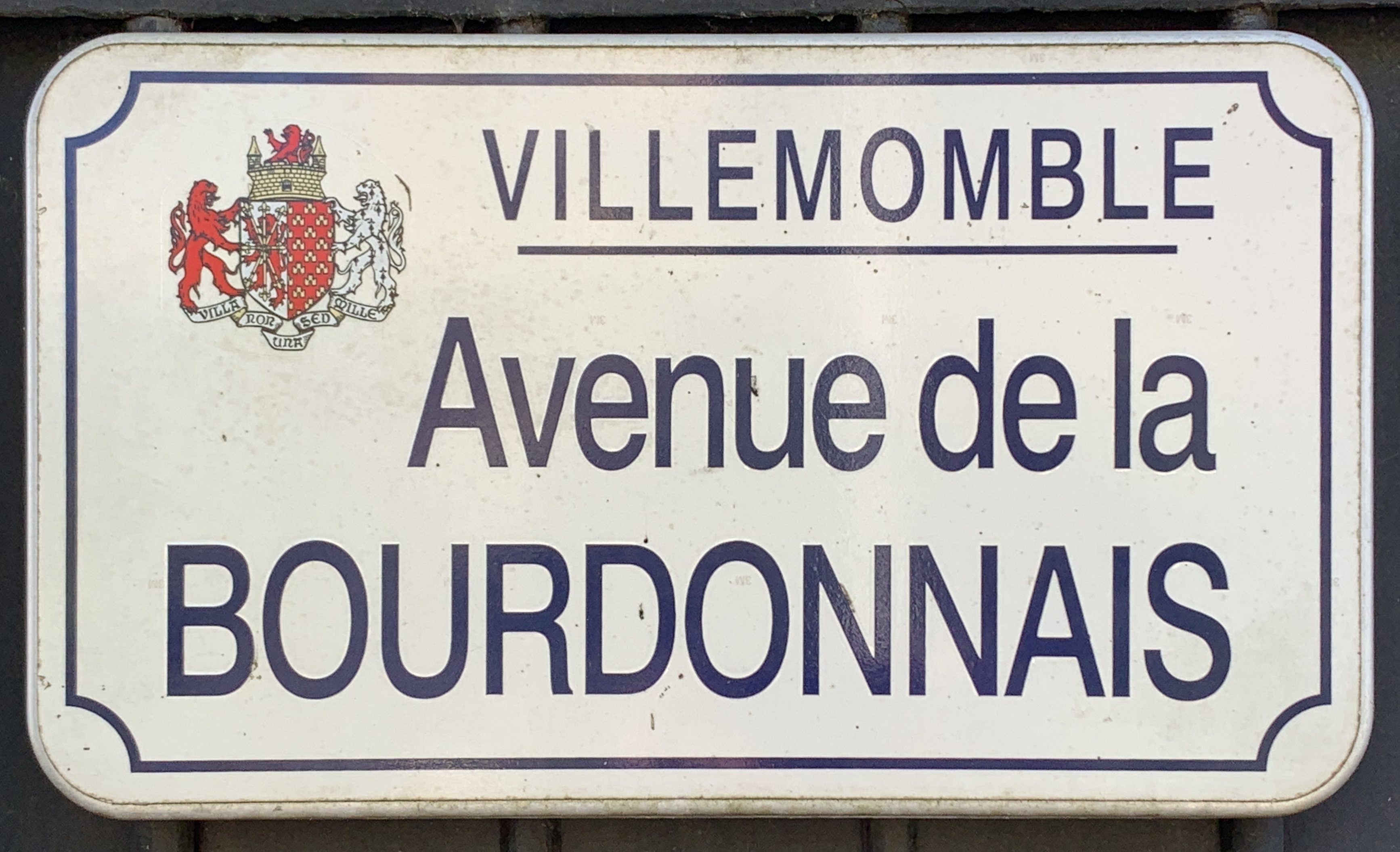
Plaque émaillée de l'avenue.

Cette avenue tient son nom de Joseph Marie de la Bourdonnais (1779-1840), né à Fougeray (Ille-et-Vilaine) le 31 juillet 1779, capitaine de cavalerie, Inspecteur divisionnaire des Postes de l'armée d'Allemagne, Chevalier de Saint-Louis et Chevalier de l'Ordre Royal de la Légion d'Honneur, descendant de  Bertrand-François Mahé de La Bourdonnais, marin français, né à Saint-Malo et gouverneur général des îles de France (île Maurice) et de Bourbon (Réunion). Il est le gendre de Balthazard de Girardot de Launay. Le tombeau de Joseph Mahé de la Bourdonnais se trouve au cimetière ancien de Villemomble.

## Historique

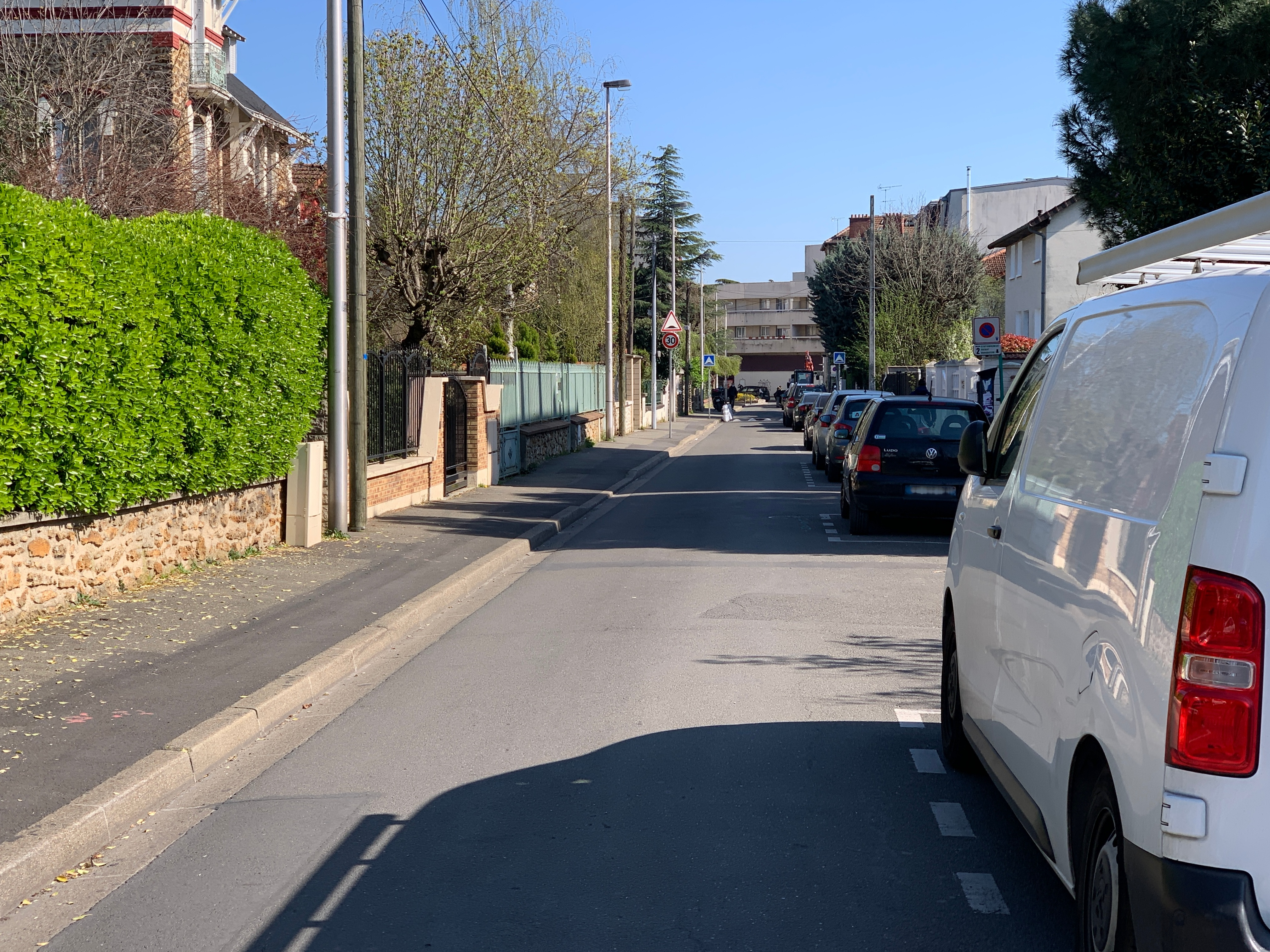
Vue vers le sud-est, en avril 2021.

L'avenue de la Bourdonnais, essentiellement résidentielle, a été percée lors du lotissement du parc du château de Launay à la fin du XIXe siècle.